# August Stefan Kronstein

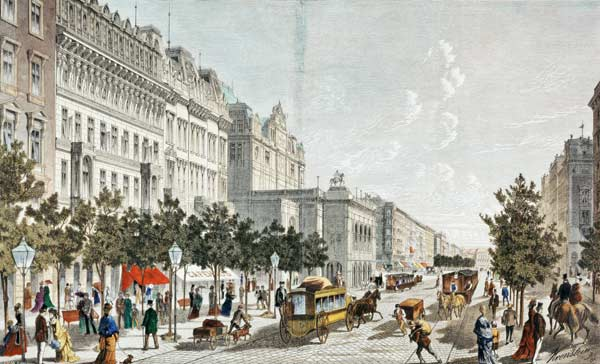
Kronstein: Wiener Staatsoper

August Stefan Kronstein (* 21. Dezember 1850 in Pest; † 15. Dezember 1921 in Wien) war ein österreichischer Maler und Grafiker.
Kronstein war in Pest Schüler des Malers Zsigmond Löschinger und der Grafiker A. Rohn und W. Grund. Ab 1869 studierte er an der Akademie der Bildenden Künste Wien bei Peter Johann Nepomuk Geiger. Danach wurde er Mitarbeiter von Ladislaus Eugen Petrovits und Vinzenz Katzler. Im Jahre 1873 wurde Kronstein zum Leiter der lithografischen Anstalt des Waldheim-Verlags ernannt. 
Kronstein lieferte auch Illustrationen an viele Zeitschriften, u. a. an Über Land und Meer, Deutsche Illustrirte Zeitung, Das Buch für Alle, Gartenlaube und Illustrirte Zeitung. Er schuf viele Federzeichnungen, Holzschnitte und Aquarellen mit den Wiener Stadtansichten.